# Nikolaï Roukavichnikov
Nikolaï Nikolaïevitch Roukavichnikov (en russe : Никола́й Никола́евич Рукави́шников) est un cosmonaute soviétique, né le 18 décembre 1932 et mort le 19 octobre 2002.

## Biographie
Roukavichnikov a étudié à l'Institut d'ingénierie physique de Moscou et, après l'obtention de son diplôme, a travaillé pour le bureau d'études de Sergueï Korolev, l'OKB-1. Il a été sélectionné pour la formation de cosmonaute en 1967.
Roukavichnikov est devenu le 50e homme à voler dans l'espace le 23 avril 1971, date du lancement de Soyouz 10. Il a par la suite démissionné du programme spatial en 1987 et est retourné travailler pour le même bureau avec lequel il avait commencé, entre-temps renommé Energia.
Il est décédé d'une crise cardiaque le 18 octobre 2002. Il est inhumé au cimetière d'Ostankino de Moscou (statue).

## Vols réalisés
- 22 avril 1971 : expérimentateur à bord de Soyouz 10. La mission est écourtée en raison de l'échec de l'amarrage à la station Saliout 1 et le véhicule revient sur Terre le 25 avril 1971.
- 2 décembre 1974 : ingénieur de vol sur Soyouz 16, mission de répétition du vol américano-soviétique Apollo-Soyouz. Il revient sur Terre le 8 décembre 1974.
- 10 avril 1979 : il commande le vol Soyouz 33, afin de séjourner à bord de Saliout 6. Cette mission est elle aussi écourtée à la suite d'un nouvel échec d'amarrage et l'atterrissage a lieu le 12 avril 1979.